# Bill Hudson
Bill Hudson, właśc. Duane Tyrell „Bill” Hudson (ur. 11 sierpnia 1910 w Bromley, zm. 1 listopada 1995 w Durbanie) – pułkownik brytyjski, żołnierz Special Operations Executive, dowódca brytyjskiej Misji Freston w okupowanej przez Niemców Polsce.

## Życiorys
Duane Tyrell Hudson urodził się 11 sierpnia 1910 roku w Bromley w gminie London Borough of Bromley, w hrabstwie Kent w Wielkiej Brytanii.
W czasie II wojny światowej przebywał z misją w Jugosławii. Jako pierwszy brytyjski oficer odszukał Josipa Broz Titę.
W 1944 roku był dowódcą brytyjskiej Misji Freston (Operation Freston) w okupowanej przez Niemców Polsce. Zrzut na spadochronie wykonano z 26 na 27 grudnia 1944.
Wcześniej Winston Churchill odbył z płk. Hudsonem dwie tajne, nieprotokołowane rozmowy. Przypuszczalnie dotyczyły wyłącznie stosunków polsko-rosyjskich.
Oprócz niego w skład Misji Freston wchodzili: mjr Peter Sooly-Flood z MI-6, mjr Peter Kemp, st. sierż. Donald Galbraith z Królewskiego Korpusu Łączności, kpt. Antoni Pospieszalski ps. „Łuk”, występujący pod nazwiskiem Anthony Currie. W obronie tej brytyjskiej misji oddział osłonowy Armii Krajowej stoczył walkę z niemieckimi wojskami. Zginął jeden żołnierz AK o pseudonimie „Newada”. Misja została uratowana.
Bill Hudson odbył w Polsce długą rozmowę z dowódcą Armii Krajowej gen. Leopoldem Okulickim.
Po rozpoczęciu sowieckiej ofensywy w 1945 roku, otrzymał z Londynu instrukcję, że wszyscy członkowie brytyjskiej misji mają się oddać w ręce najbliższego sowieckiego dowództwa. Wykonano to 18 stycznia 1945 roku. Cała misja została aresztowana na rozkaz Stalina. Osadzono ich w więzieniu sowieckim w okupowanej Częstochowie. Zwolniono dopiero 12 lutego 1945 roku, w dniu zakończenia konferencji w Jałcie. Poprzez Moskwę, Odessę, Bliski Wschód powrócili do Wielkiej Brytanii.
Zmarł 1 listopada 1995 w Durbanie, w Południowej Afryce.

## Odznaczenia
- Order Imperium Brytyjskiego[2]
- Order Wybitnej Służby[2]
- Gwiazda za Wojnę 1939–1945[2]
- Gwiazda Afryki[2]
- Gwiazda Italii[2]
- Medal Obrony[2]
- Medal Wojny 1939–1945[2]